# مرعند
مرعند (به عربی: مرعند) یک روستا در سوریه است که در ناحیه بداما واقع شده‌است. مرعند ۷۳۴ نفر جمعیت دارد.